# 薄膜干渉

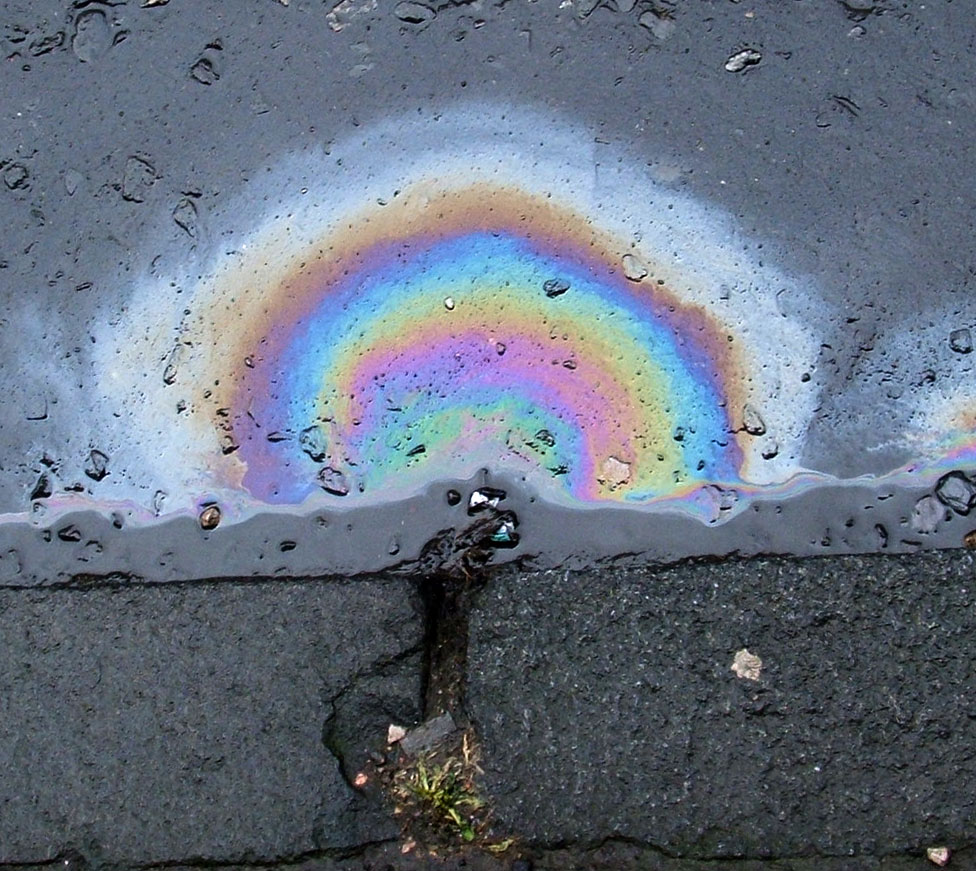
油を含む水たまり。油膜によって薄膜干渉が起こり、干渉パターンを観察することができる。水の流出点を中心に油膜の厚さが変化するため、ドーナツ形のパターンとなっている。

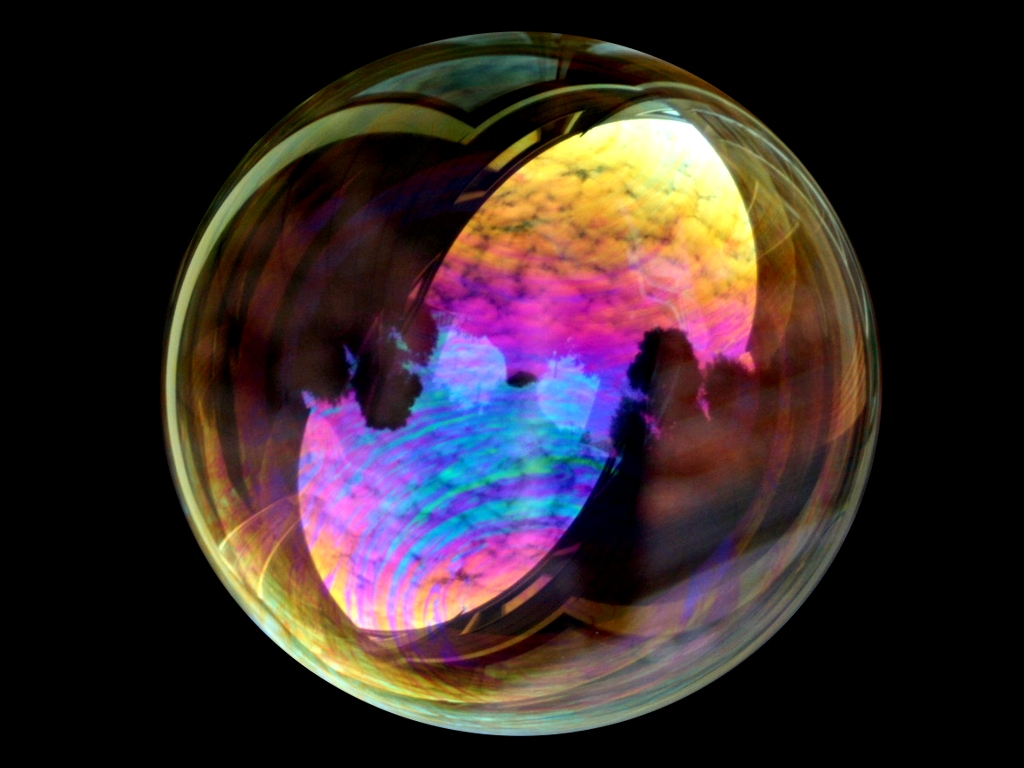
シャボン玉から反射した光の色

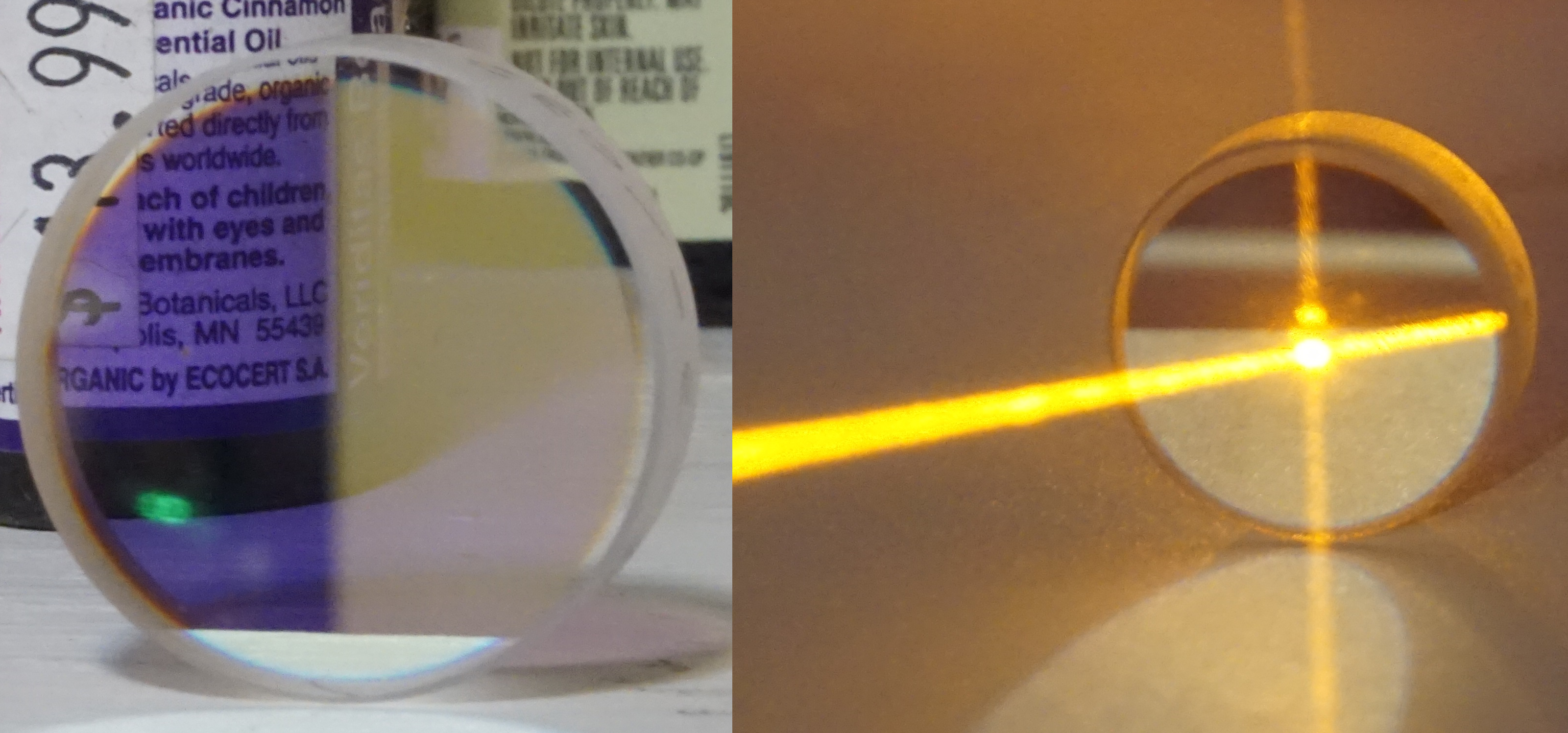
レーザ出力カプラは、550nmで80%の反射率を実現するために、多くの積み重ねた膜でコーティングされている。左: このミラーは黄色と緑に対する反射率は高いが、赤と青に対しては透過率が高い。右: このミラーは589nmのレーザ光の25%を透過する。

薄膜干渉（はくまくかんしょう）は、薄膜の上下の境界で反射された光波が互いに干渉し、特定の波長の反射光を増強又は低減させる自然現象である。

## 概要
膜に光が入射した時、膜の上下の界面では、それぞれ光の反射が起こる。膜の厚さが光の1/4波長の奇数倍になると、両方からの反射波が干渉して打ち消しあうようになる。一方、厚さが光の1/2波長の倍数の場合は、2つの反射波が互いに強め合う。このように、さまざまな波長からなる白色光を膜に入射すると、特定の波長（色）が強くなり、他の波長は弱くなる。薄膜干渉により、シャボン玉や水中の油膜からの反射光が複数の色に見えることが説明される。また、メガネやカメラレンズに使われている反射防止膜の働きも、この薄膜干渉によるものである。
膜の本当の厚さは、その屈折率と光の入射角の両方に依存する。屈折率が高い媒質では光の速度が遅くなるため、光が膜を通過する際の波長に比例して膜が作られる。通常の入射角では、厚さは中心波長の4分の1又は2分の1の倍数になるが、斜めに入射すると厚さは4分の1波長又は2分の1波長の位置での角度の余弦に等しくなり、見る角度が変わると色が変わる（所定の厚さの場合、角度が垂直から斜めに変わると、色は短波長から長波長へと変化する）。このような強めあう/弱めあう干渉による反射/透過の帯域幅が狭くなるため、回折格子やプリズムのように波長ごとに分かれた色ではなく、スペクトル中に他の波長を含まない様々な波長が混在した色が観察される。したがって、観察される色は虹色ではなく、茶色、金色、ターコイズ、ティール(teal)、明るい青、紫、マゼンタなどである。薄膜で反射したり透過したりする光を調べることで、膜の厚さや膜の媒質の有効屈折率などの情報を得ることができる。薄膜は、反射防止膜、ミラー、光学フィルタなど様々な用途に使用されている。

## 理論

薄膜の上下の境界からの反射光の光路長差を示す図

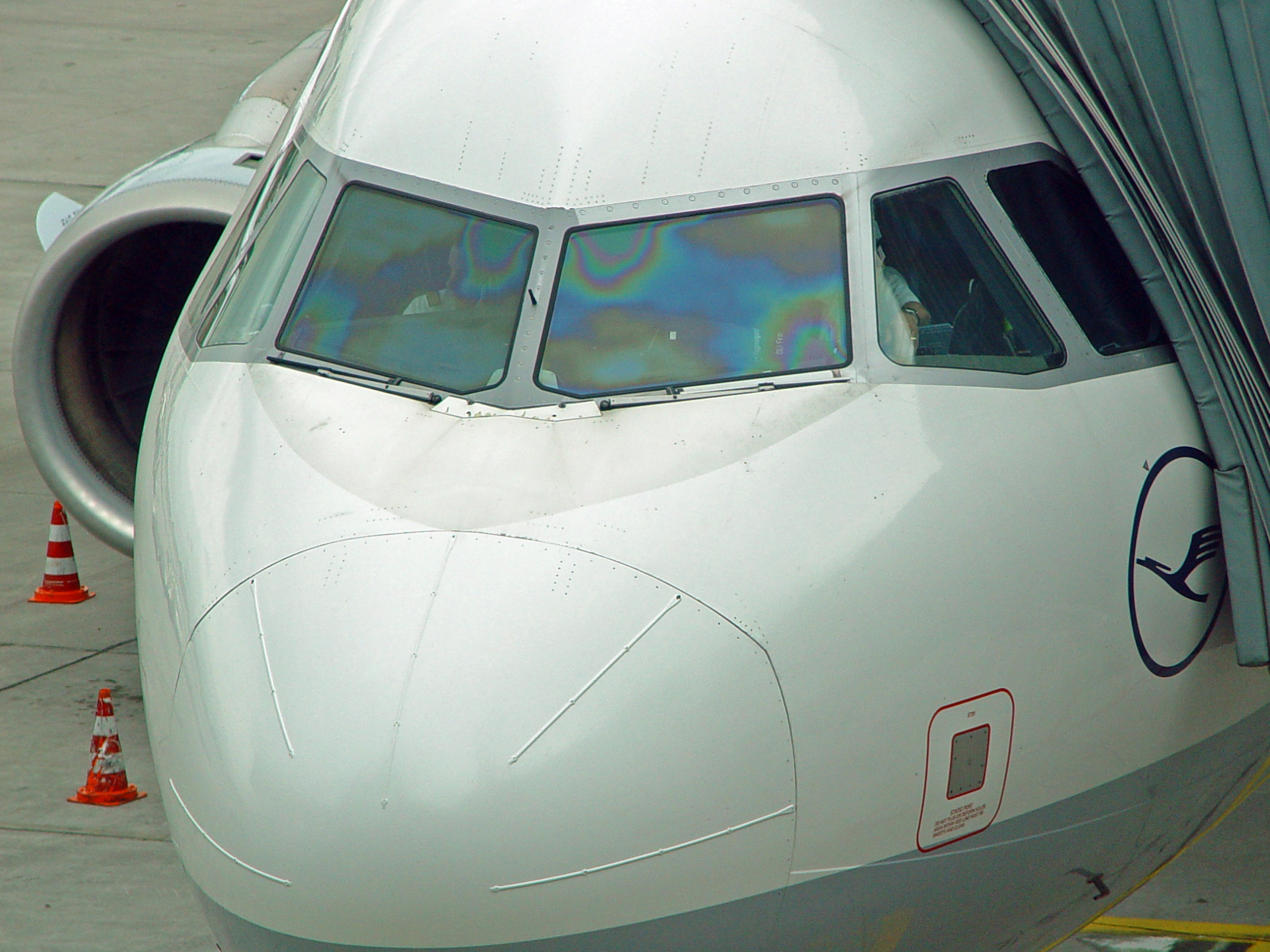
エアバスのコックピットの窓に施されたITO霜取りコーティングによる薄膜干渉

光学において、薄膜はサブナノメートルからマイクロメートルの範囲の厚さを持つ物質の層である。光が膜の表面にあたると、上面で透過又は反射する。透過した光は下面に到達し、再び透過又は反射する。界面でどの程度の光が透過又は反射するかはフレネルの式により定量的に表される。上面と下面で反射した光は干渉する。2つの光の波がどの程度強めあう又は弱めあう干渉をするかは、その位相の違いにより決定される。この位相差は膜厚、膜の屈折率、元の波の膜への入射角などに依存する。また、境界での反射の際には、境界の両側にある物質の屈折率により180°（{\displaystyle \pi }ラジアン）の位相のずれが生じることがある。この位相差は光が進む媒質の屈折率が、光が当たる物質の屈折率よりも小さい場合に生じる。言い換えると、{\displaystyle n_{1}<n_{2}} であり、光が物質1から物質2に向かって進行しているとき、反射時に位相シフトが生じる。この干渉により生じる光のパターンは、入射光の光源により明暗の帯状になったり、カラフルな帯状になったりする。
薄膜に入射した光が上下の境界で反射することを考える。干渉の条件を決定するためには反射光の光路差 (OPD) を計算する必要がある。上の光線図を参照すると、2つの波の間のOPDは次のようになる。
{\displaystyle OPD=n_{2}({\overline {AB}}+{\overline {BC}})-n_{1}({\overline {AD}})}
ここで
{\displaystyle {\overline {AB}}={\overline {BC}}={\frac {d}{\cos(\theta _{2})}}}
{\displaystyle {\overline {AD}}=2d\tan(\theta _{2})\sin(\theta _{1})}
スネルの法則を用いると、{\displaystyle n_{1}\sin(\theta _{1})=n_{2}\sin(\theta _{2})}
{\displaystyle {\begin{aligned}OPD&=n_{2}\left({\frac {2d}{\cos(\theta _{2})}}\right)-2d\tan(\theta _{2})n_{2}\sin(\theta _{2})\\&=2n_{2}d\left({\frac {1-\sin ^{2}(\theta _{2})}{\cos(\theta _{2})}}\right)\\&=2n_{2}d\cos {\big (}\theta _{2})\\\end{aligned}}}
光路差が光の波長{\displaystyle \lambda }の整数倍であれば、干渉は強め合う。
{\displaystyle 2n_{2}d\cos {\big (}\theta _{2})=m\lambda }
この条件は、反射により生じる可能性のある位相シフトを考慮して変更することができる。

### 単色光源

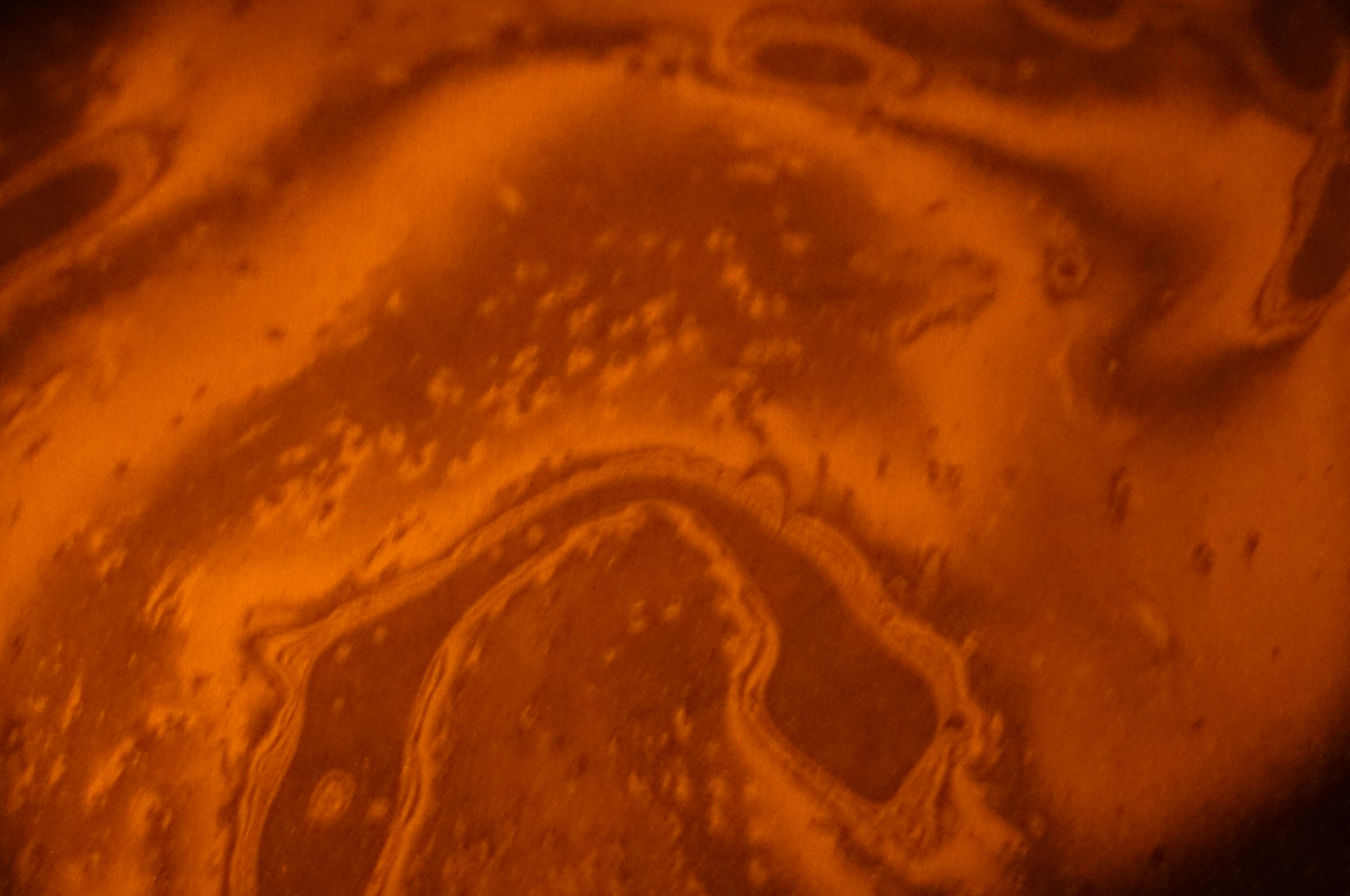
水中のガソリンに589nmのレーザ光を照射すると、明暗の縞模様が現れる。

入射光が単色の場合、干渉パターンは明暗の帯として現れる。明るい帯は強めあう干渉が起きている領域に対応し、暗い帯は弱めあう干渉が起きている領域に対応する。膜の厚さが場所によって異なると、干渉が強めあうものから弱めあうものに変わることがある。この現象の好例がニュートンリングと呼ばれる平らな面に隣接する球状の面から光を反射させたときに生じる干渉パターンを示すものである。単色光を照射すると、同心円状のリングが観察される。この現象を利用して、オプティカルフラットにより表面の形状や平坦度を測定することができる。

### 広帯域の光源
入射光が広帯域、つまり太陽の光のような白色光の場合、干渉縞はカラフルな帯状に見える。光の波長が異なると、膜の厚さに応じて強めあう干渉が生じる。膜の異なる領域は、局所的な膜の厚さにより異なる色で現れる。

### 位相相互作用

強めあう位相相互作用

弱めあう位相相互作用

2つの図は、2つの入射光ビーム（AとB）を示している。各ビームにより反射ビーム（破線）が生じる。注目すべき反射波、ビームAの下面での反射と、ビームBの上面での反射である。これらの反射ビームが結合した結果、ビーム（C）が生成される。反射したビームの位相が合っているとき（上図）、結果生じるビームは比較的強くなる。一方で反射したビームの位相が逆であれば、結果生じるビームは減衰する（下図）。
2つの反射ビームの位相関係は、膜内でのビームAの波長と膜の厚さの関係に依存する。ビームAが膜内で伝播する距離が膜内のビームの波長の整数倍であれば、2つの反射ビームは位相が揃い強め合う干渉をする（上図）。また、ビームAの伝播距離が膜内の光の半波長の奇数倍であれば、2つのビームは弱め合う干渉をする（下図）。このようにこれらの図に示された膜は、上図の光のビームの波長ではより強く反射し、下図の光ビームの波長ではより弱く反射する。

## 例
薄膜から光が反射するときに起こる干渉の種類は、入射光の波長と角度、膜の厚さ、膜の両側の材料の屈折率、膜媒質の指標に依存する。以下の例において、さまざまな膜の構成と関連する方程式を詳しく説明する。

### シャボン玉

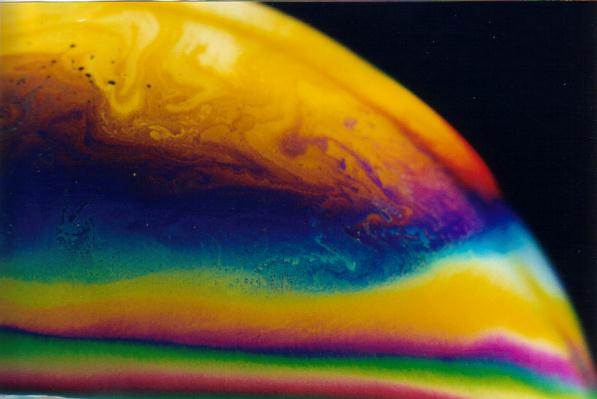
シャボン玉の薄膜干渉。膜の厚さにより色が変わる。

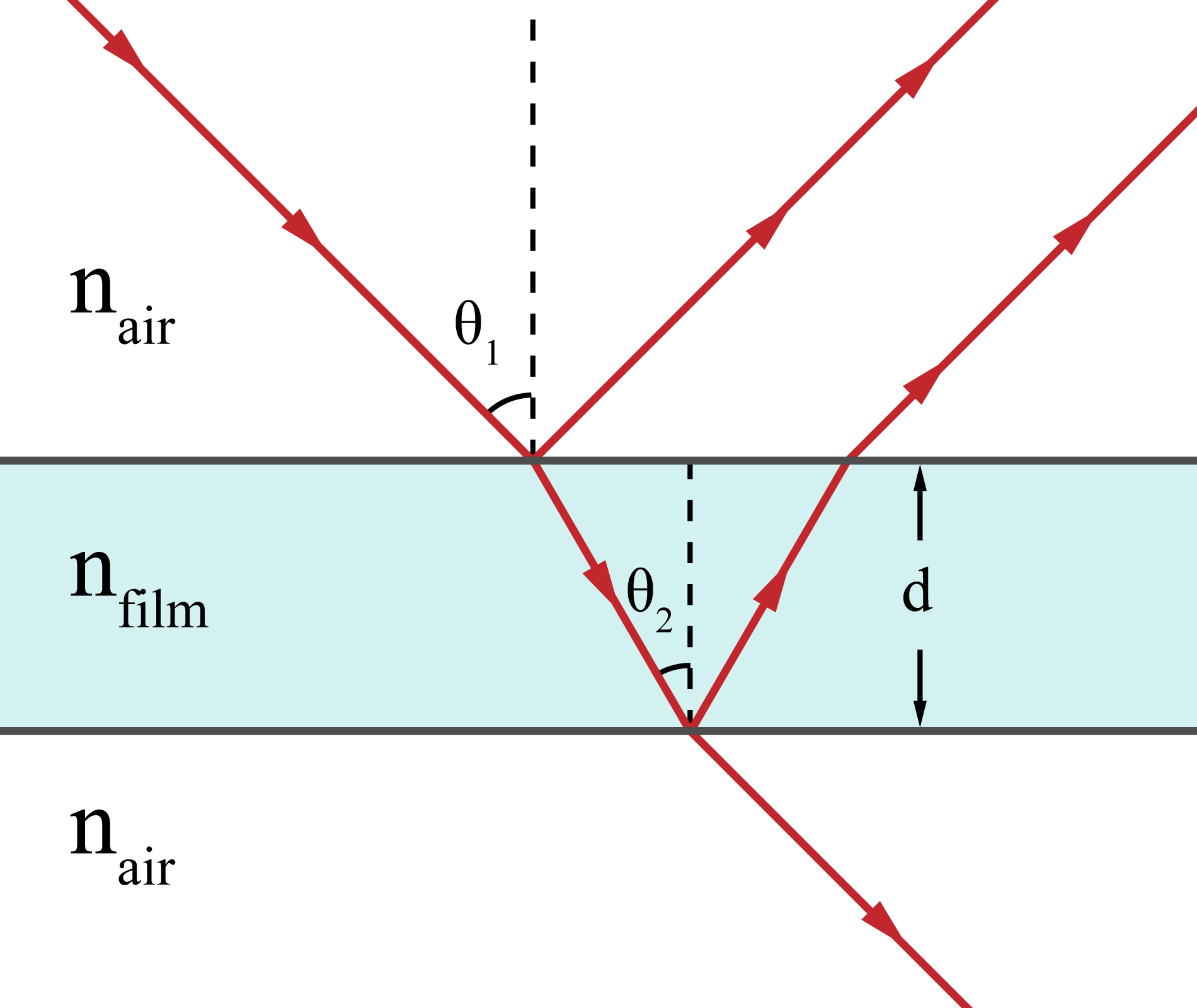
空気中のシャボン膜に入射する光

シャボン玉において、光は空気中を伝播しシャボン膜にあたる。空気の屈折率は1({\displaystyle n_{\rm {air}}=1})であり、膜の屈折率は1より大きい({\displaystyle n_{\rm {film}}>1})。膜の上部の境界（空気と膜の境界）での反射は、空気の屈折率が膜の屈折率よりも小さいため({\displaystyle n_{\rm {air}}<n_{\rm {film}}})、反射波に180°の位相シフトが生じる。上部の空気と膜の境界で透過した光は、下側の膜と空気の境界まで伝播し、そこで反射又は透過する。{\displaystyle n_{\rm {film}}>n_{\rm {air}}}であるため、この境界で反射しても反射波の位相は変わらない。シャボン玉の干渉条件は次のようになる。
{\displaystyle 2n_{\rm {film}}d\cos(\theta _{2})=\left(m-{\frac {1}{2}}\right)\lambda } （反射波が強め合う干渉をする場合）
{\displaystyle 2n_{\rm {film}}d\cos {\big (}\theta _{2})=m\lambda } （反射波が弱め合う干渉をする場合）
ここで{\displaystyle d}は膜の厚さ、{\displaystyle n_{\rm {film}}}は膜の反射率、{\displaystyle \theta _{2}}は下の境界での波の入射角、{\displaystyle m}は整数、{\displaystyle \lambda }は光の波長である。

### 油膜

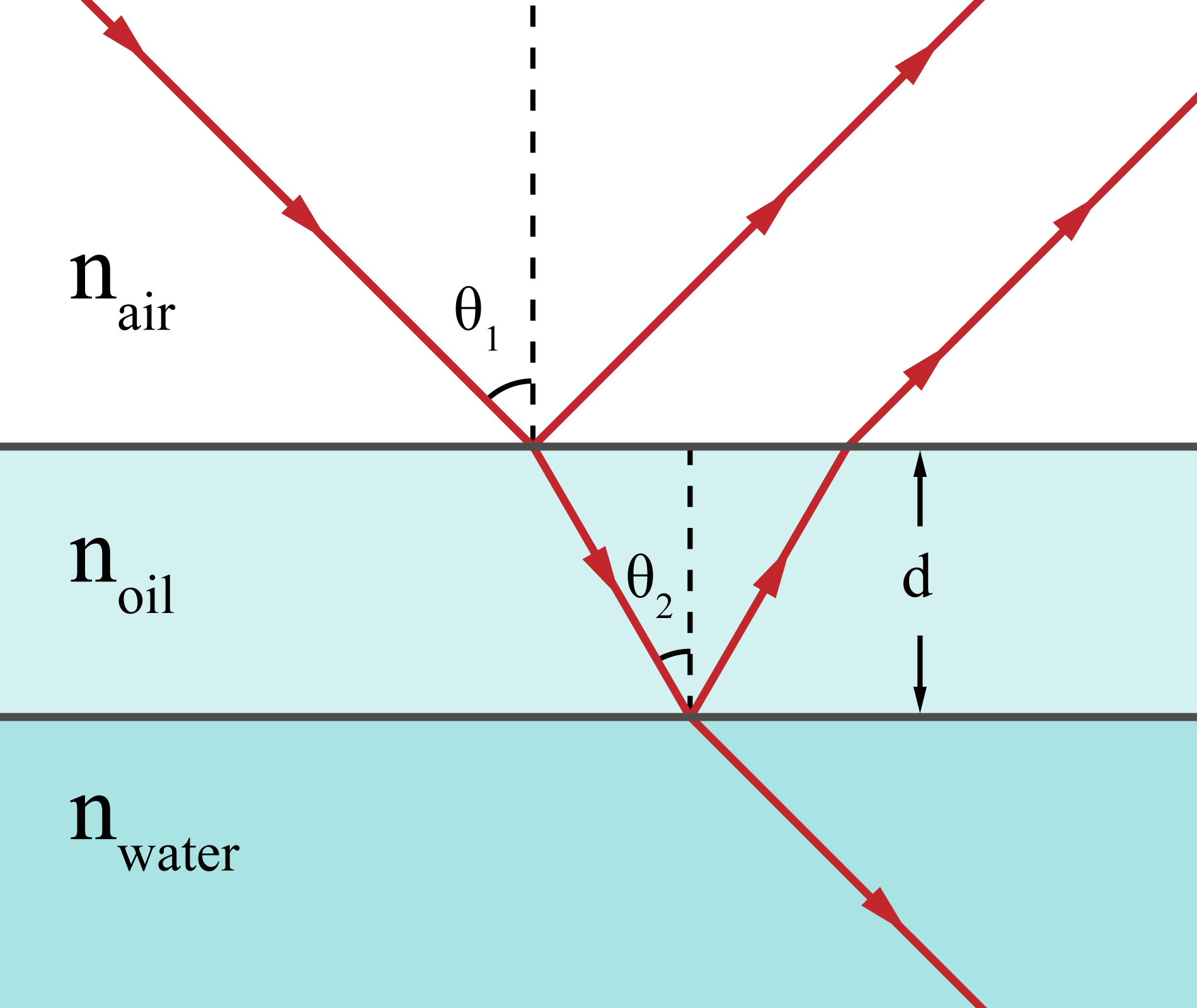
水上の油膜に入射する光

薄い油膜の場合、水の層の上に油の層が乗っている。油の屈折率はおよそ1.5であり、水の屈折率はおよそ1.33である。シャボン玉の場合と同じように、油膜の両側の物質（空気と水）の屈折率は、いずれも油膜の屈折率よりも小さい（{\displaystyle n_{\rm {air}}<n_{\rm {water}}<n_{\rm {oil}}}）。上側の境界からの反射では{\displaystyle n_{\rm {air}}<n_{\rm {oil}}}であるため位相シフトが生じるが、下側の境界からの反射では{\displaystyle n_{\rm {oil}}>n_{\rm {water}}}であるため位相シフトは生じない。式はシャボン玉の場合と同じになる。
{\displaystyle 2n_{\rm {oil}}d\cos(\theta _{2})=\left(m-{\frac {1}{2}}\right)\lambda } （反射波が強め合う干渉をする場合）
{\displaystyle 2n_{\rm {oil}}d\cos {\big (}\theta _{2})=m\lambda } （反射波が弱め合う干渉をする場合）

### ダイクロイックミラー
特定の波長の光を反射し、その他の波長の光を透過する。色分解や、赤外線を除去することで照明による対象の加熱を小さく抑えたり、白熱電球の発光効率を高めたり出来る。

### 反射防止膜

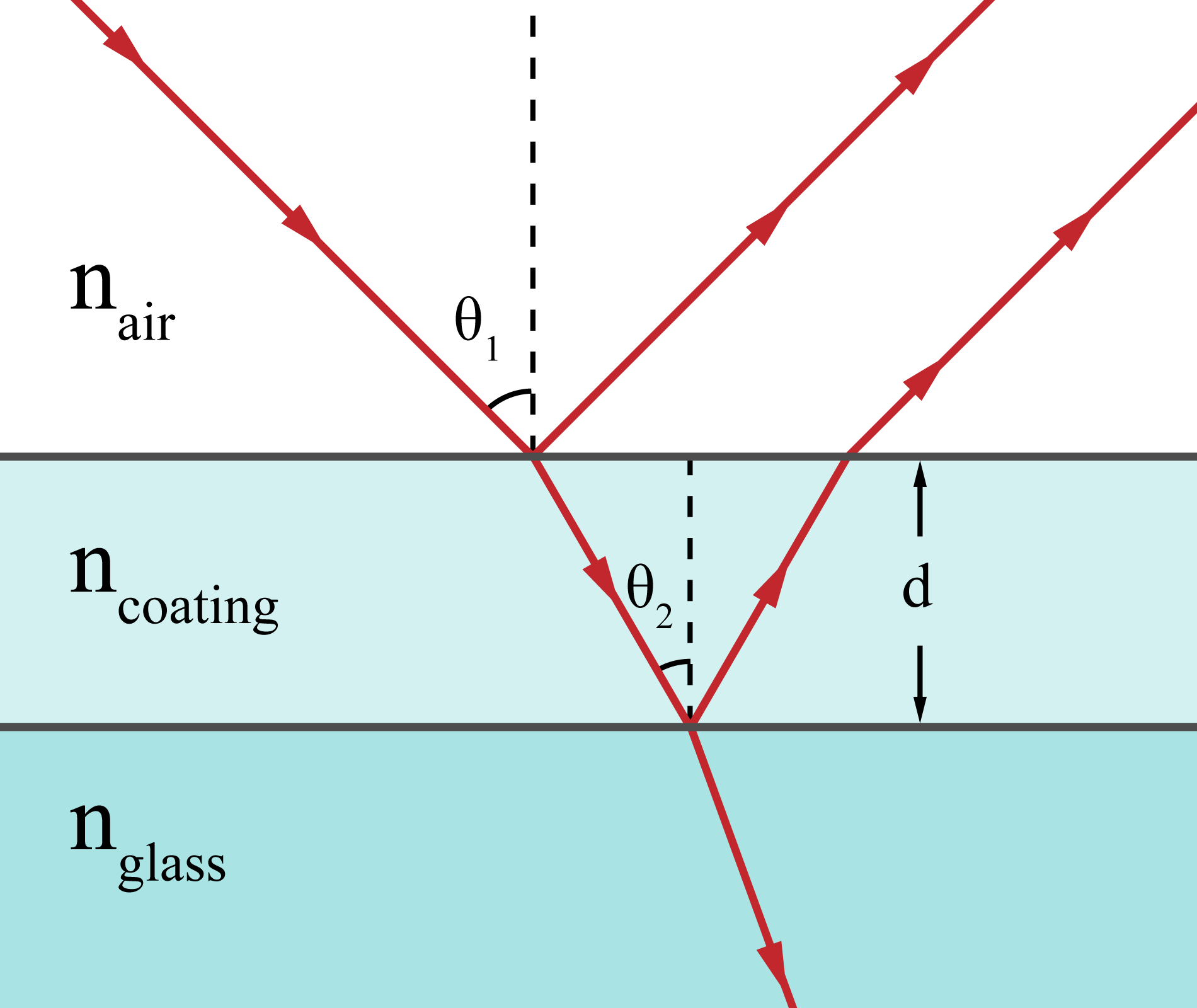
ガラス上の反射防止膜に入射する光

反射防止膜は、光学系において反射光を除去し透過光を最大化するための膜である。膜は、ある波長の光に対して反射光が弱め合う干渉をし、透過光が強め合う干渉をするように設計される。最も簡単な例では、光学的厚さ{\displaystyle dn_{\rm {coating}}}が入射光の1/4波長であり、屈折率が空気の屈折率より大きく、ガラスの屈折率より小さくなるように作られている。
{\displaystyle n_{\rm {air}}<n_{\rm {coating}}<n_{\rm {glass}}}
{\displaystyle d=\lambda /(4n_{\rm {coating}})}
{\displaystyle n_{\rm {air}}<n_{\rm {coating}}} 及び {\displaystyle n_{\rm {coating}}<n_{\rm {glass}}}であるため、膜の上下の界面で反射すると、180°の位相差が生じる。反射光の干渉を表す式は次のようになる。
{\displaystyle 2n_{\rm {coating}}d\cos {\big (}\theta _{2})=m\lambda } （反射波が弱め合う干渉をする場合）
{\displaystyle 2n_{\rm {coating}}d\cos(\theta _{2})=\left(m-{\frac {1}{2}}\right)\lambda } （反射波が弱め合う干渉をする場合）
光学的厚さ {\displaystyle dn_{\rm {coating}}} が入射光の1/4波長に相当し、光が垂直に膜に入射する{\displaystyle (\theta _{2}=0)}と、反射光は完全に位相がずれて弱め合う干渉をする。光の波長に合わせて層を重ねることでさらに反射を抑えることができる。
これらの膜において、透過光の干渉は完全に強め合う。

### 自然界において
薄膜による構造色は、自然界でもよく見られる。多くの昆虫の翅は、最小の厚さゆえに薄膜として機能している。このことは、多くのハエやスズメバチの翅にはっきりとみることができる。チョウでは、クジャクチョウの青い翅の斑点のように、翅自体が色素のある翅の鱗粉で覆われていない場合に、薄膜の光学が見られる。キンポウゲの花の光沢も薄膜によるものであり、ゴクラクチョウの胸の羽も光沢がある。

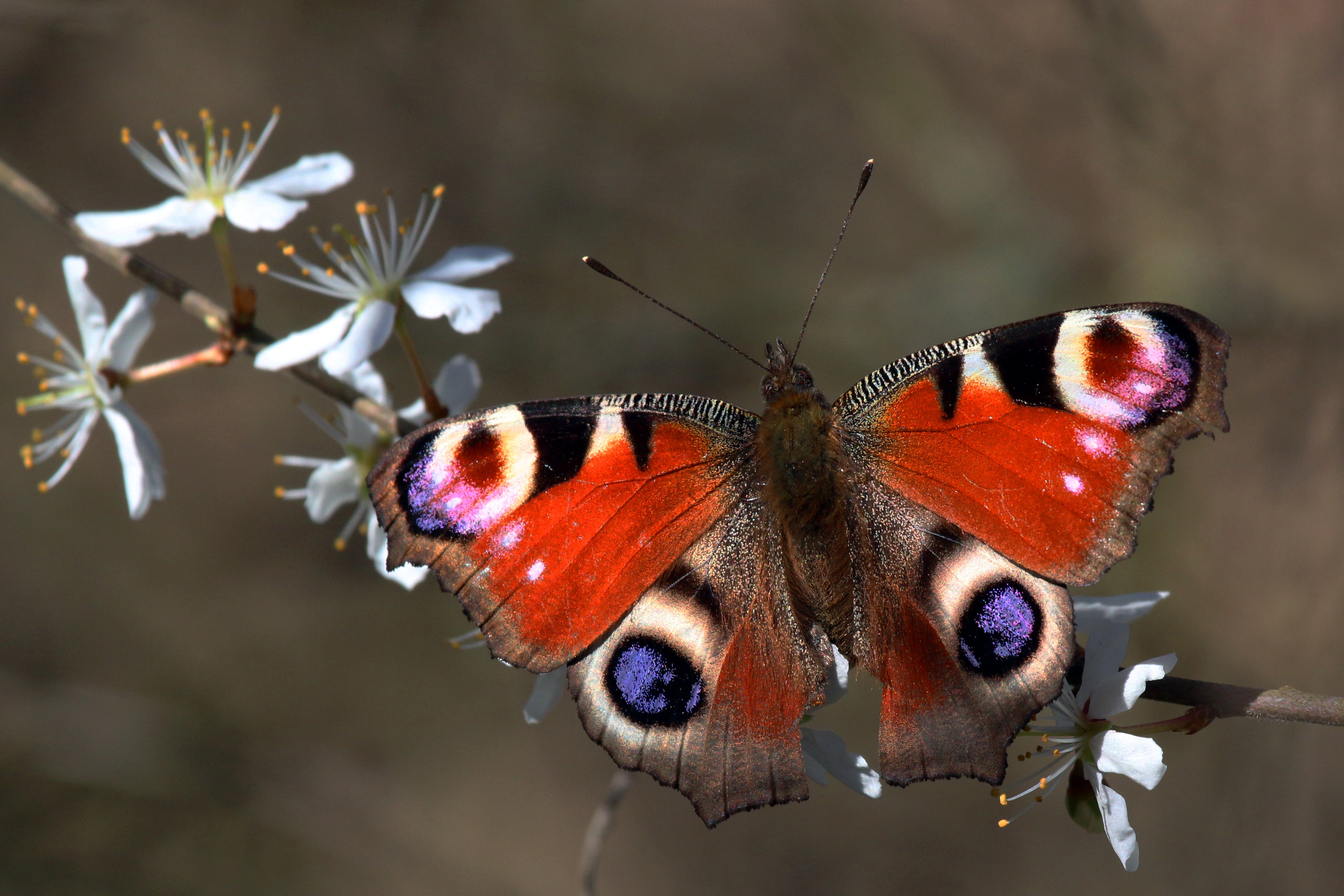
クジャクチョウの青い翅の斑点
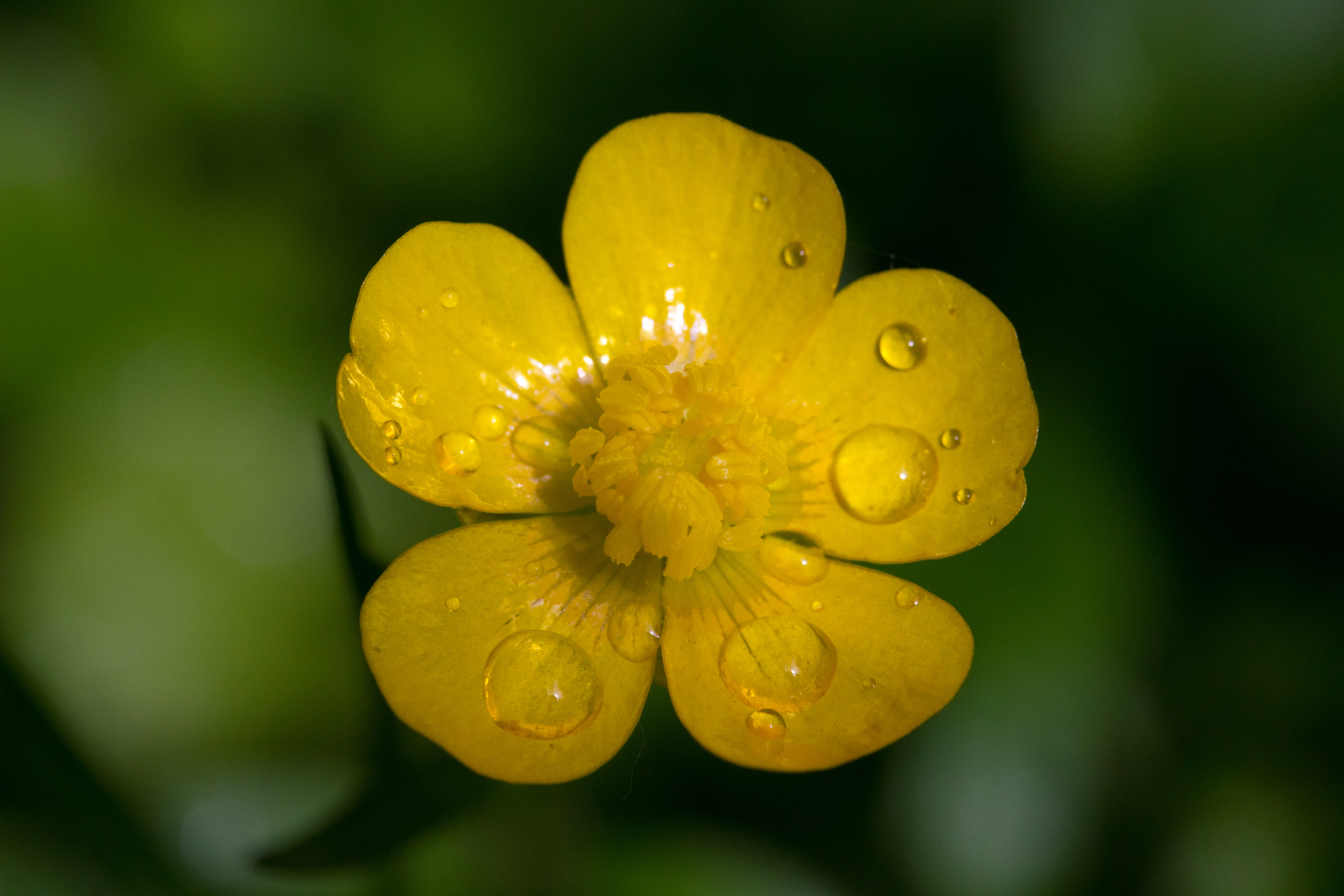
キンポウゲの花の光沢
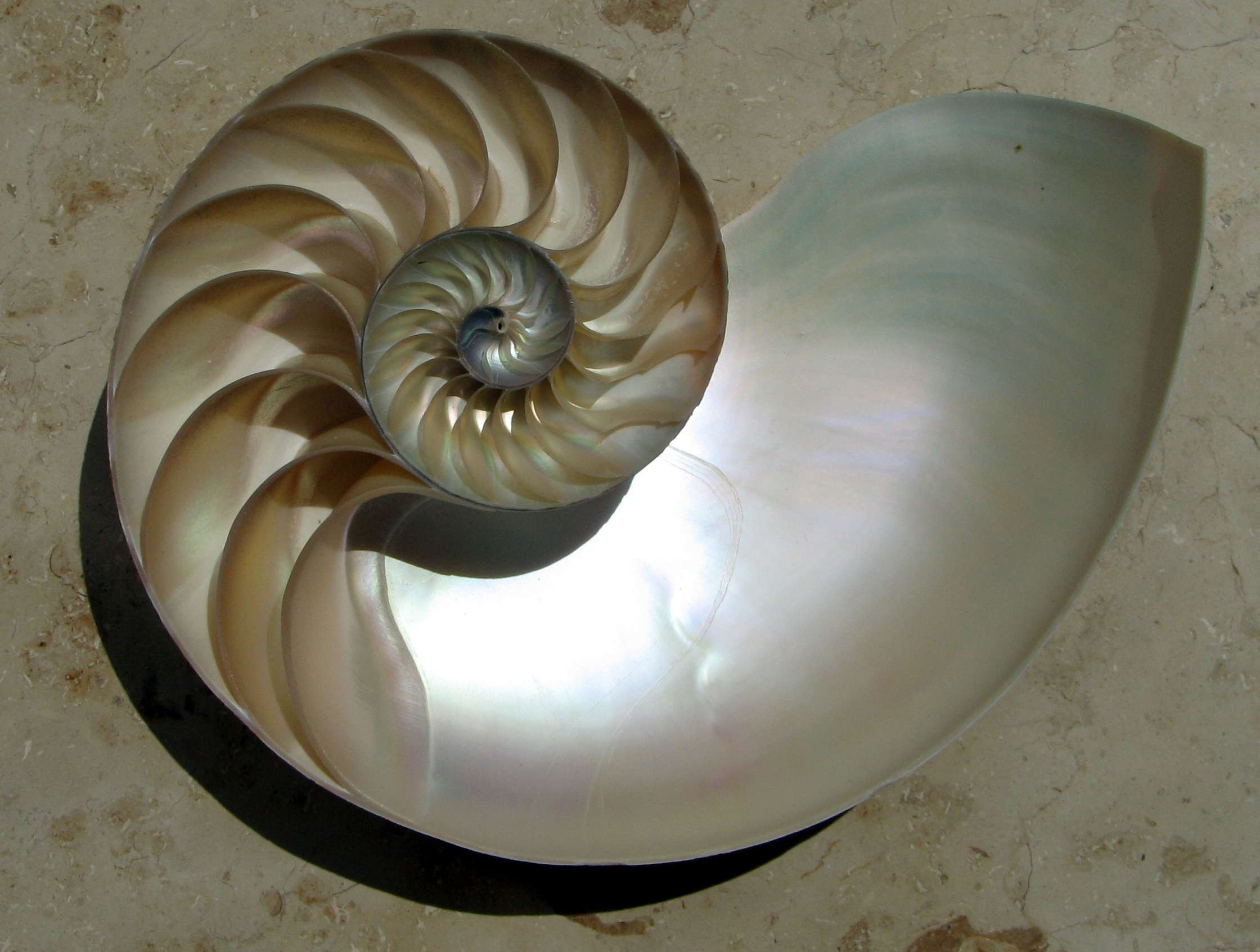
オウムガイの殻の内側に形成された真珠層

## 応用

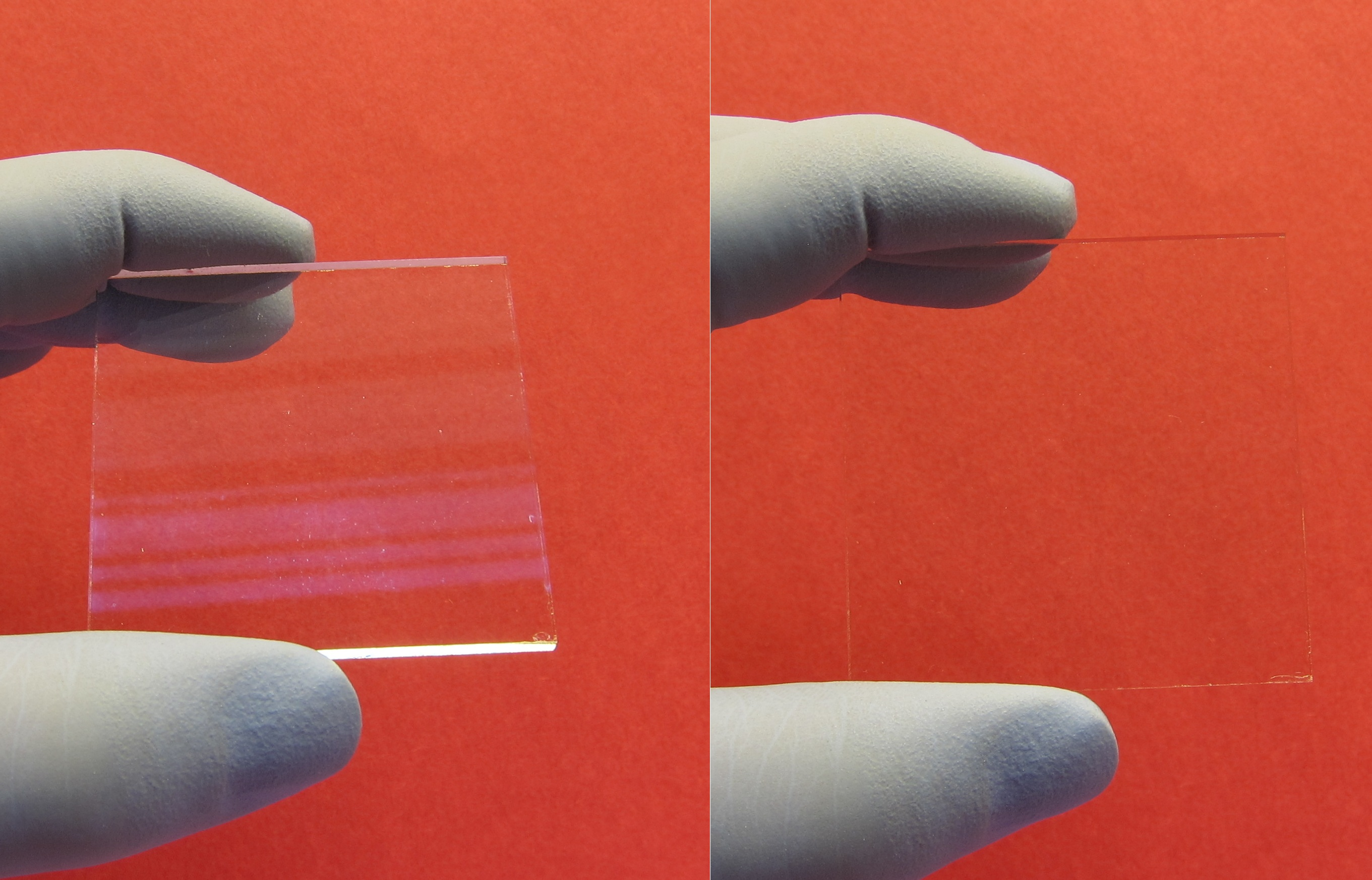
反射防止膜が施された光学窓。45°の角度では、入射光に対して膜がわずかに厚くなるため、中心波長が赤側にシフトし、紫側に反射が生じている。このコーティングが設計対象とした0°では、ほとんど反射は見られない。

薄膜はダイクロイックミラー、反射防止膜、ミラー、光学フィルタなどに使用されている。これらは特定の波長の光を表面で反射又は透過させる量を制御するように設計することができる。ファブリ・ペロー干渉計は、薄膜の干渉を利用して、どの波長の光を透過させるかを選択している。これらの薄膜は、基板に材料を加えて制御する蒸着プロセスにより作られる。方法としては化学気相成長やさまざまな物理気相成長法がある。
薄膜は自然界にも存在する。多くの動物は、網膜の後ろに光を集めるのを助ける組織（輝板）の層を持つ。また、油膜やシャボン玉にも薄膜干渉の効果が見られる。薄膜の反射率スペクトルには明瞭な振動があり、その極値から薄膜の厚さを算出することができる。
偏光解析法（エリプソメトリー）は、薄膜の特性を測定するためによく用いられる手法である。一般的な偏光解析法の実験では、偏光した光を薄膜の表面で反射させ、それを検出器で測定する。系の複素反射率 {\displaystyle \rho } が測定される。その後、この情報を使用してモデル解析を行い、膜層の厚さや屈折率を決定する。
二重偏光干渉法は、分子スケールの薄膜の屈折率と厚さを測定し、それらが刺激をうけたときにどのように変化するかを調べる新たな技術である。

## 歴史

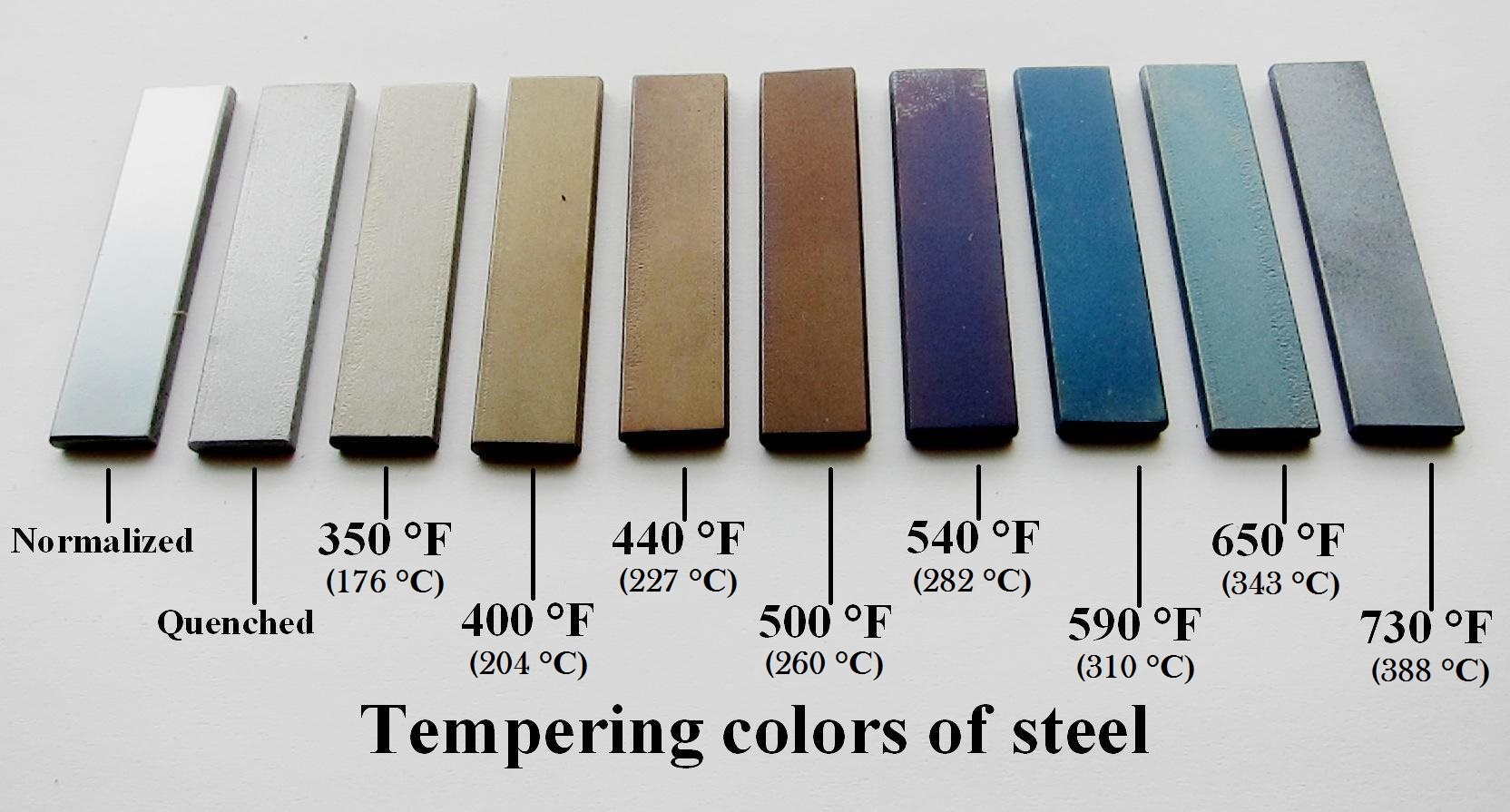
焼戻し色は、鋼を加熱して表面に酸化鉄の薄膜が形成されたときに生じる色である。この色は鋼が達した温度を表しており、薄膜干渉を実用化した最初の例の1つである。

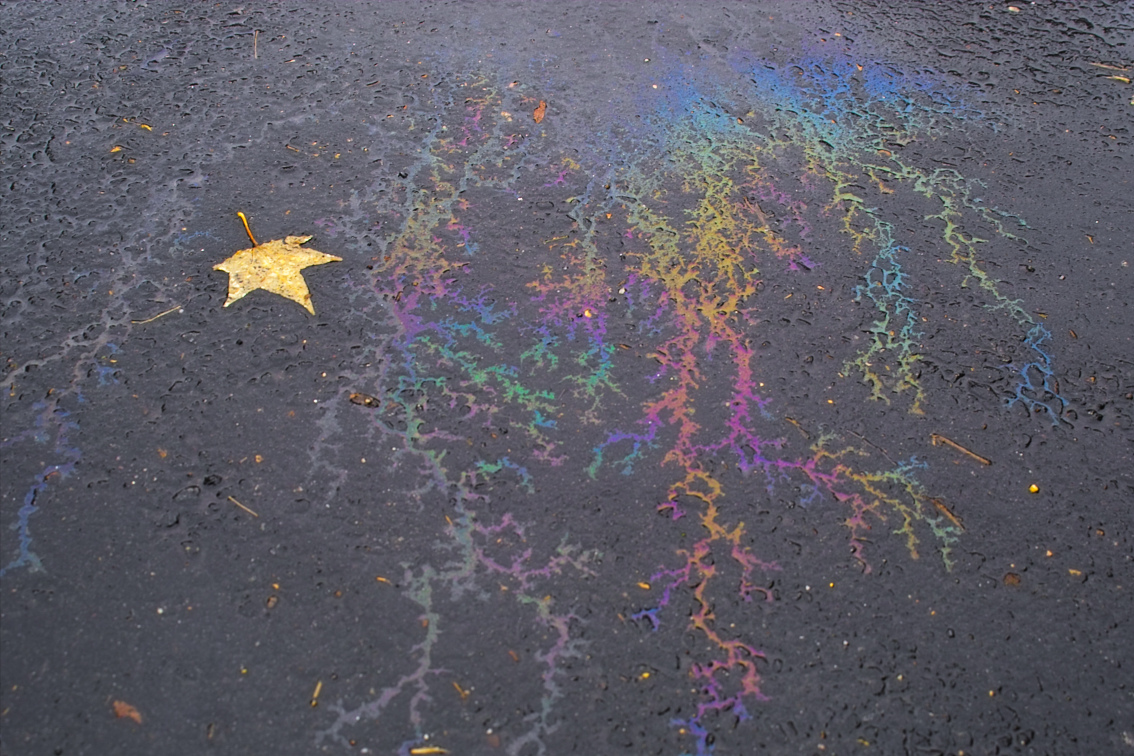
油膜中の虹色の干渉色

薄膜干渉による虹色は、自然界ではよく見られる現象であり、さまざまな動植物に見られる。この現象の最初の研究は、1665年にロバート・フックが行ったものであると言われている。『ミクログラフィア』において、フックはクジャクの羽の虹色は薄い板と空気の層が交互に重なっているために起こると提唱した。1704年、アイザック・ニュートンは著書『光学』の中でクジャクの羽の虹色は透明な層が薄いからであると述べている。1801年、トマス・ヤングが強め合う干渉と弱め合う干渉に初めて説明を与えた。ヤングの貢献は、1816年にオーギュスタン・ジャン・フレネルが光の波動理論を確立するまでほとんど知られていなかった。しかし、1870年代にジェームズ・クラーク・マクスウェルとハインリヒ・ヘルツが光の電磁的性質を説明するまで、虹色の説明はほとんどできなかった。1899年にファブリ・ペロー干渉計が発明されると、薄膜干渉のメカニズムがより大きいスケールで実証されるようになった。
初期の研究では、クジャクやコガネムシのような動物の虹色を、さまざまな角度から反射したときに光を変えることのある染料や顔料などの表面色の一種として説明しようとしていた。1919年、レイリー卿は、明るく変化する色は染料や顔料によるものではなく、微細構造（レイリーは「構造色」と呼んだ）によるものであると提案した。1923年、C. W. Masonはクジャクの羽の小羽枝は非常に薄い層でできていると述べた。これらの層のいくつかは色がついていたが、他の層は透明であった。彼は、小羽枝を押すと色が青にシフトし、化学薬品で膨潤させると色が赤にシフトすることに気づいた。彼はまた、羽毛から色素を漂白しても、虹色は取り除けないことを発見した。これにより、表面色説が払拭され、構造色説が強化された。
1925年、アーネスト・メリットは、論文 A Spectrophotometric Study of Certain Cases of Structural Color の中で虹色の説明として薄膜干渉のプロセスを初めて記述した。1939年に初めて電子顕微鏡で虹色の羽を観察すると、複雑な薄膜構造が確認され、1942年にモルフォ蝶を観察したところ、ナノメートルスケールの非常に小さな薄膜構造の配列が確認された。
薄膜コーティングの最初の製造は全くの偶然から始まった。1817年、ヨゼフ・フォン・フラウンホーファーは、ガラスを硝酸で変色させることで表面の反射を抑えることができることを発見した。1819年、フラウンホーファーは、ガラスのシートからアルコールの層が蒸発するのを見て、液体が完全に蒸発する直前に色が現れることを発見し、透明な素材の薄膜であれば色が現れることを推測した。
薄膜コーティングの技術は1936年にJohn Strongがガラスの反射防止膜を作成するために蛍石の蒸着を始めるまで、ほとんど進歩がなかった。1930年代には真空ポンプが改良され、スパッタリングのような真空蒸着が可能になった。1939年、Walter H. Geffckenは誘電体コーティングを使用した初の干渉フィルターを作成した。